# Caledonia

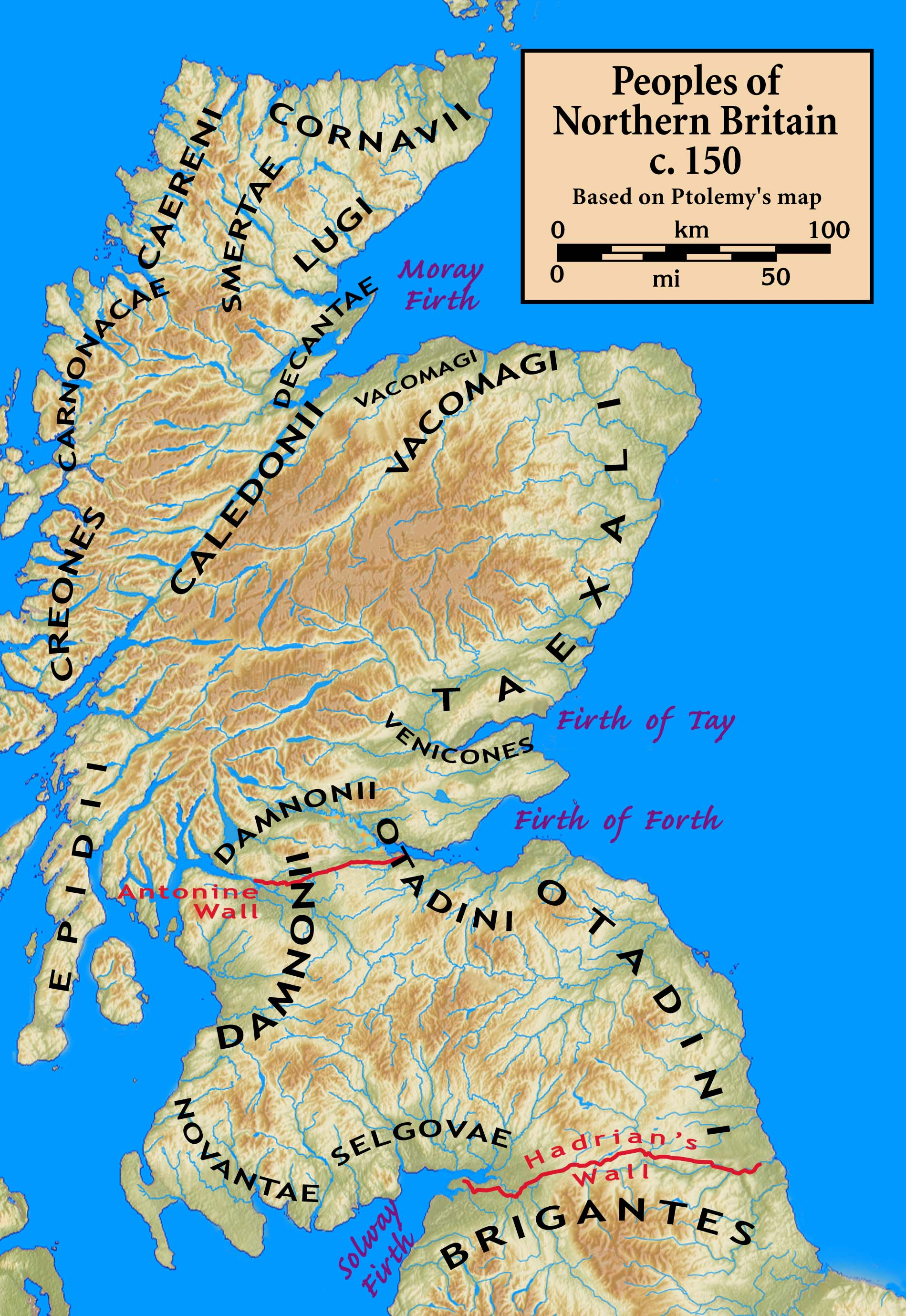
Etnias de Caledonia alrededor del año 150; se puede observar los muros de Adriano y Antonio, que separaban a la Britania romana de Caledonia.

Caledonia (del galo y britónico caled, que ha dado kalet, «duro», en bretón) es el antiguo nombre latino de Escocia. 

## Historia
Caledonia estaba formada por la parte de Britania al norte del muro de Adriano, y después del de Antonino. Nunca fue conquistada por los romanos, ni siquiera la expedición militar de Cneo Julio Agrícola consiguió someter el país. Por consiguiente, nunca formó parte del Imperio romano.
Según Tácito, una flota romana la circunnavegó, verificando así el carácter insular de Britania. En la actualidad designa a una comarca septentrional del Reino Unido, en Escocia, al norte del istmo comprendido entre los estuarios del río Clyde y del Forth.
Los pictos o caledones, que habitaron este país hasta el siglo VII eran, con toda probabilidad, un pueblo aborigen preindoeuropeo.
A raíz de ser conquistada por los escotos, el nombre devino en Scotia, que dio al español el topónimo Escocia.